# Pont Julien
Pont Julien – most we Francji, zbudowany przez Rzymian w 3 r. p.n.e. Był częścią Via Domitia, pierwszej drogi zbudowanej na terenie Galii. Budowniczym tej drogi był Gnejusz Domicjusz Ahenobarbus (Gnaeus Domitius Ahenobarbus), fundator kolonii rzymskiej w Narbo (obecnie Narbona), od 118 p.n.e. stolicy Galli Narbońskiej (Galia Narbonensis). Most Pont Julien wznosi się nad rzeką Calavon w okolicach współczesnych miast Bonnieux oraz Apt.
Most został zbudowany z naturalnych kamieni, bez użycia zaprawy murarskiej. Obecnie Pont Julien znajduje się w dobrym stanie technicznym i nadal pozostaje w użytku pieszych oraz rowerzystów.